# 東陽村 (千葉県)
東陽村（とうようそん）とは、千葉県匝瑳郡にかつて存在した村である。
現在は横芝光町立東陽小学校、東陽郵便局等にその名をとどめる。

## 地理
- 現在の横芝光町、旧光町の中部に位置している。
- 村のほとんどは平地である。

## 歴史

### 沿革
- 1889年（明治22年）4月1日 - 町村制施行に伴い、宮川村・谷中村・目篠村・上原村・原方村が合併し、匝瑳郡東陽村が発足。
- 1954年（昭和29年）11月3日 - 東陽村は白浜村・南条村・日吉村とともに合併して光町が発足。東陽村は消滅。

変遷表
| 1868年 以前 | 1868年 以前 | 明治22年 4月1日 | 昭和29年 5月3日 | 平成18年 3月27日 | 現在     |
| ----------- | ----------- | --------------- | --------------- | ---------------- | -------- |
|             | 宮川村      | 東陽村          | 光町            | 横芝光町         | 横芝光町 |
|             | 谷中村      | 東陽村          | 光町            | 横芝光町         | 横芝光町 |
|             | 原方村      | 東陽村          | 光町            | 横芝光町         | 横芝光町 |
|             | 目篠村      | 東陽村          | 光町            | 横芝光町         | 横芝光町 |
|             | 上原村      | 東陽村          | 光町            | 横芝光町         | 横芝光町 |

## 人口・世帯

### 人口
総数 [単位： 人]
| 1891年（明治24年） | 2,401 |
| 1920年（大正 9年） | 2,887 |
| 1930年（昭和 5年） | 2,986 |
| 1954年（昭和29年） | 4,180 |

### 世帯
総数 [単位： 世帯]
| 1920年（大正 9年） | 516 |
| 1954年（昭和29年） | 730 |

## 交通

### 道路
- 二級国道
  - 国道126号